# 萨默希尔
萨默希尔（英語：Summerhill）是位于美国纽约州卡尤加县的一个镇，地处卡尤加县的东南角、伊萨卡东北，建于1831年。2010年美国人口普查时，该镇有1217人。其名称来源于爱尔兰的同名地。

## 历史
在美国革命之前，该地区是奥农达加人的分布区域。随后，萨摩希尔成为纽约中部军事区(英語：Central New York Military Tract)的一部分，为退伍军人保留土地。第一批移民于1797年左右到达这里。
该地于1831年从洛克镇脱离建立柏拉图镇，但在1832年改名为“萨摩希尔”，以避免与另一个地点的名称发生冲突。
该镇的大部分地区在20世纪30年代被平民保护团(英語：Civilian Conservation Corps)重新种植。